# Susana de Bourbon
Susana de Bourbon (em francês:  Suzanne; 10 de maio de 1491 — Châtellerault, 28 de abril de 1521) foi suo jure duquesa de Bourbon, duquesa da Auvérnia e condessa da Marca de 1503 até sua morte.

## Biografia
Ela foi filha única do duque Pedro II de Bourbon e de Ana da França, filha do rei Luís XI da França. Os dois foram regentes durante a minoridade do rei Carlos VIII, irmão mais novo de Ana.
Em 1498, com a morte de Carlos VIII e ascensão ao trono de Luís XII, seu antigo inimigo durante sua regência, Pedro e Ana viram ameaçado o direito de Susana à sua herança, que poderia ser tomada pela Coroa ou transmitida aos próximos herdeiros de Bourbon, os Bourbons-Montpensiers. Susana então precisava de um esposo que lhe apoiasse em sua causa. No começo, eles quiseram o próximo herdeiro de Bourbon, Luís de Bourbon-Montpensier. Mas este ofendeu Pedro mortalmente ao condenar uma carta-patente de Luís XII que reconhecia o direito de Susana à herança de Bourbon. Pedro então decidiu prometer Susana ao duque Carlos IV de Alençon, um favorito do rei e que, logo, poderia proteger sua herança do apossamento real e de Montpensier. O contrato foi assinado em 21 de março de 1501, em Moulins; Susana então tinha nove anos, e Carlos, onze. Todavia, Pedro morreu antes que a união fosse concluída.

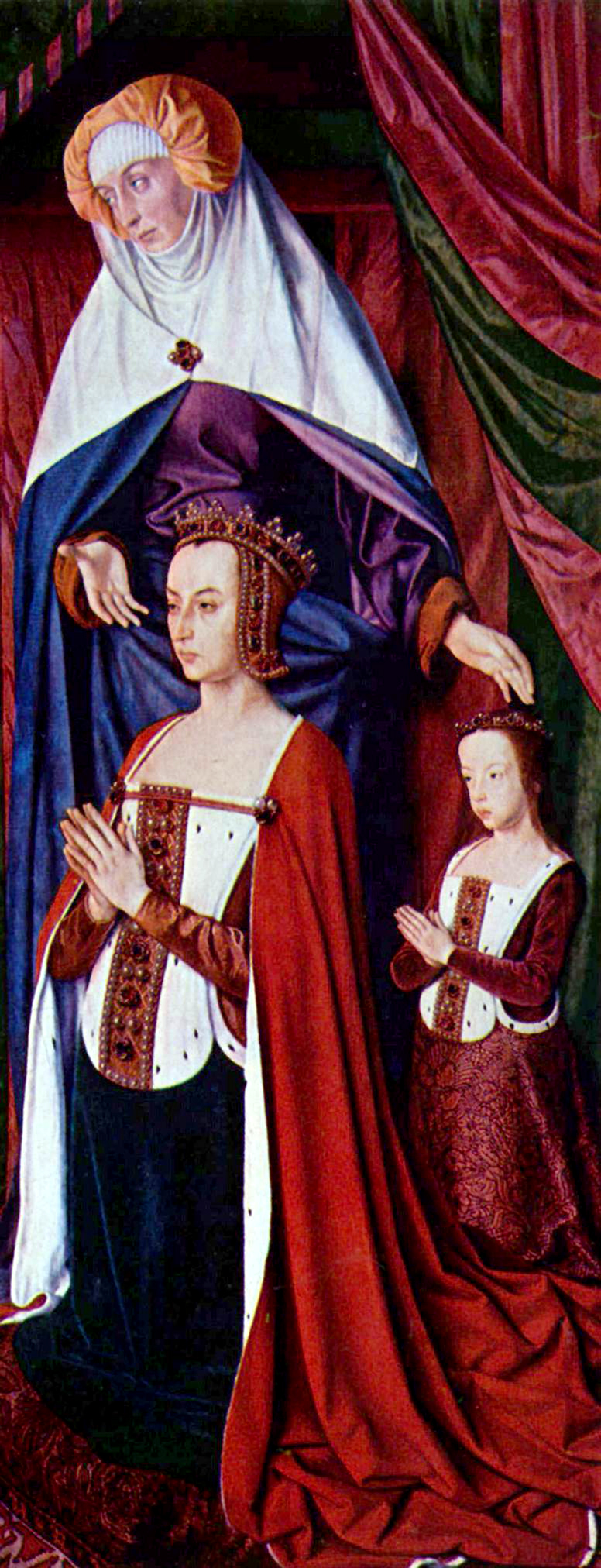
Retrato da duquesa Ana de França com sua filha Susana, à direita de tríptico de Moulins, obra de Mestre de Moulins, 1489-1499

Susana sucedeu ao pai, mas, devido à sua minoridade, Ana passou a reger os domínios de Bourbon em seu nome. A duquesa viúva também acertou um novo casamento para Susana, com o próximo herdeiro varão de Bourbon, Carlos de Bourbon-Montpensier (Luís tinha morrido em 1501).
Os dois casaram em 12 de maio de 1505, e Carlos foi intitulado Carlos III de Bourbon. Eles tiveram três filhos:
- Francisco, conde de Clermont (17 de julho de 1517 - 1518);
- Dois gêmeos sem nomes, nascidos mortos, ou Susana sofreu aborto pouco depois da morte de Francisco.

Susana veio a falecer algum tempo depois, em 1521, aos 29 anos, deixando todas as suas propriedades para seu viúvo. Mas sua prima Luísa de Saboia, mãe do rei Francisco I, reivindicou para si sua herança, alegando proximidade sanguínea. Em favor de sua mãe, o rei confiscou parte das propriedades de Bourbon antes que o caso fosse resolvido. Carlos III, enraivecido e sem esperanças de ganhar a causa, fez um acordo secreto para trair o rei, aliando-se ao imperador Carlos V do Sacro Império. Ao ser descoberto, ele foi destituído dos bens que lhe restaram, em 1523.